# Campeonato Paulista de Futebol Sub-11 de 2018
O Campeonato Paulista de Futebol Sub-11 de 2018 foi a décima primeira edição desta competição amadora organizada pela Federação Paulista de Futebol (FPF). O torneio que é, no estado de São Paulo, o estadual da categoria sub-11, foi disputada por 46 clubes.
A decisão foi disputada entre Palmeiras e São Paulo, que haviam eliminados nas semifinais Corinthians e Santo André, respectivamente. Com a melhor campanha, o Palmeiras buscava seu quinto título do torneio, enquanto o São Paulo seu primeiro. Após um empate sem gols no Estádio do Morumbi, o São Paulo venceu o segundo jogo pelo placar mínimo e conquistou o título inédito.

## Primeira fase
Na primeira fase da competição, todos os clubes participantes jogaram contra os adversários do mesmo grupo em turno e returno, classificando-se os dois melhores de cada grupo e o quatro melhores terceiros colocados.
Em caso de igualdades, os critérios de desempates foram:
- Maior número de vitórias;
- Maior saldo de gols;
- Maior número de gols marcados;
- Menor número de cartões vermelhos recebidos;
- Menor número de cartões amarelos recebidos;
- Sorteio público na sede da FPF.